# Lasny (obwód miński)
Lasny (biał. Лясны; ros. Лесной, Lesnoj) – agromiasteczko na Białorusi, w obwodzie mińskim, w rejonie mińskim, w sielsowiecie Borowlany.
Został utworzony w 1966 roku. Siedziba kilku szpitali klinicznych. Znajduje się tu rzymskokatolicka parafia Najświętszej Maryi Panny Wspomożenia Wiernych w Borowlanach.